# Résistance (biologie)
Pour les articles homonymes, voir Résistance.
On désigne par résistance en biologie le phénomène par lequel des organismes parviennent à supporter un agent qui leur est normalement défavorable, ou éventuellement conçu pour les tuer (biocides) ou les inhiber. Dans l'acception inverse, on parle également de leur « sensibilité » à l'agent biocide (pesticides, désinfectants, etc.).
Les  antibiorésistances et résistances aux antiviraux sont de plus en plus fréquentes, malgré parfois des  bi- ou trithérapies[réf. nécessaire]. Elles sont impliquées dans les processus nosocomiaux et font l'objet d'une surveillance épidémiologique, voire écoépidémiologique.
Des mécanismes de résistance sont connus chez la plupart des organismes, comme les plantes, champignons, algues et bactéries. Le mildiou par exemple peut acquérir une résistance aux QoI ou virus.

## Sensibilité aux biocides
Pour les bactéries, on parle d'antibiorésistance, terme se réfère à leur niveau de résistance aux antibiotiques.
Une bactérie sensible a un profil de résistance normal pour son espèce. Les bactéries présentent des résistances naturelles à certains antibiotiques, désinfectants, solvants, oxydants (du fait de leur structure et nature de membrane par exemple). Elles peuvent acquérir des résistances lorsqu'elles sont soumises aux antibiotiques dans des conditions où ces antibiotiques ne parviennent pas à tuer toute la colonie : les individus les moins sensibles survivent, et leur descendance possède la même résistance. De génération en génération, par sélection naturelle, la résistance augmente lorsque la mise en contact avec l'antibiotique se prolonge. De plus, certains gènes de résistances peuvent être échangés entre différentes espèces de bactéries, par des transferts horizontaux (conjugaison, transformation et transduction).

## Résistance aux pesticides
Des résistances aux herbicides, insecticides et acaricides sont apparues pour de nombreuses molécules.
Ces résistances acquises rendent plus difficile la lutte contre des vecteurs dans le cas de la lutte contre des maladies vectorielles, dont plusieurs sont en émergence.

## Mécanismes (de sélection naturelle) en jeu
Ils sont souvent proches pour tous les taxons vecteurs, mais chaque problème de résistance diffère par ses conditions d'apparition et les biocides concernés.
Ils peuvent n'exister que localement ou plus gravement contaminer un groupe en formant des « foyers de résistance » puis toucher de vastes populations. Dans le cas des maladies à vecteur, la diffusion du vecteur participe aussi à la diffusion des formes résistantes de parasites ou microbes.
C'est le cas par exemple avec les moustiques et les formes de paludisme plasmodium falciparum devenues résistantes à la chloroquine, à la méfloquine, aux fluoroquinolones, cotrimoxazole...

## Moyen de limiter ces résistances
- Limiter l'usage des biocides au strict nécessaires ;
- varier les stratégies (ex trithérapie pour contrer les résistances acquises par certaines souches du virus du SIDA) ;
- surveiller la sensibilité des pathogènes, et celle des populations de vecteurs qui coévoluent avec eux.